# Salonsaari (ö i Birkaland, Tammerfors, lat 61,34, long 23,77)
Salonsaari är en ö i Finland.   Den ligger i kommunen Lembois i den ekonomiska regionen Tammerfors och landskapet Birkaland, i den södra delen av landet, 140 km norr om huvudstaden Helsingfors.